# Candice Davis
Candice Davis (Estados Unidos, 26 de octubre de 1985) es una atleta estadounidense especializada en la prueba de 60 m vallas, en la que consiguió ser subcampeona mundial en pista cubierta en 2008.

## Carrera deportiva
En el Campeonato Mundial de Atletismo en Pista Cubierta de 2008 ganó la medalla de plata en los 60 m vallas, llegando a meta en un tiempo de 7.93 segundos, tras la atleta también estadounidense Lolo Jones (oro con 7.80 segundos) y por delante de la cubana Anay Tejeda (bronce con 7.98 segundos).